# Expedition 31

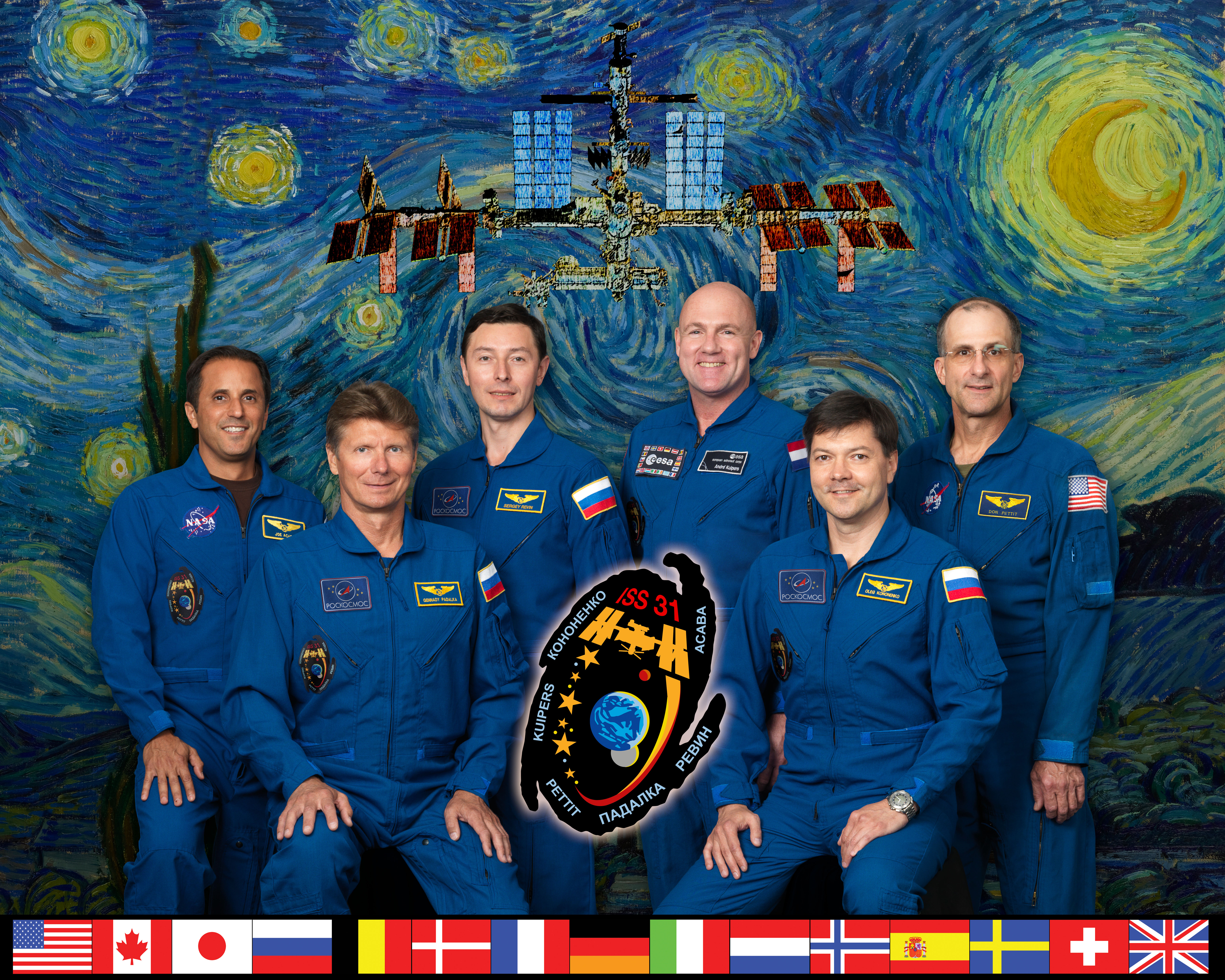
Expedition 31 besättning.

Expedition 31 var den 31:e expeditionen till Internationella rymdstationen (ISS). Expeditionen började den 27 april 2012 då delar av Expedition 30s besättning återvände till jorden med Sojuz TMA-02M .
Joseph M. Acaba, Gennadij Padalka och Sergei Revin anlände till stationen med Sojuz TMA-04M den 17 maj 2012.
Expeditionen avslutades den 1 juli 2012 då Oleg Kononenko, André Kuipers och Donald R. Pettit återvände till jorden med Sojuz TMA-03M.

## Besättning
| Position       | Första delen (27 april - 17 maj 2012)       | Andra delen (17 maj - 1 juli 2012)          |
| -------------- | ------------------------------------------- | ------------------------------------------- |
| Befälhavare    | Oleg Kononenko, RSA Hans andra rymdfärd     | Oleg Kononenko, RSA Hans andra rymdfärd     |
| Flygingenjör 1 | André Kuipers, ESA Hans andra rymdfärd      | André Kuipers, ESA Hans andra rymdfärd      |
| Flygingenjör 2 | Donald R. Pettit, NASA Hans tredje rymdfärd | Donald R. Pettit, NASA Hans tredje rymdfärd |
| Flygingenjör 3 |                                             | Joseph M. Acaba, NASA Hans andra rymdfärd   |
| Flygingenjör 4 |                                             | Gennadij Padalka, RSA Hans fjärde rymdfärd  |
| Flygingenjör 5 |                                             | Sergei Revin, RSA Hans första rymdfärd      |